# Paola Vittoria
Paola Vittoria (Napoli, 11 novembre 1960) è un'ex velista italiana naturalizzata antiguo-barbudana.

## Biografia
Nata a Napoli nel 1960, è moglie di Carlo Falcone, vice console onorario italiano ad Antigua e Barbuda. 
Proprio con quest'ultimo, a 31 anni ha partecipato, gareggiando per Antigua e Barbuda, ai Giochi olimpici di Barcellona 1992, nella classe Star, chiudendo 24ª con 202 punti, 170 con lo scarto.
Anche il figlio Rocco Falcone è velista, dal 2024 nel team giovanile di Luna Rossa.